# Materialvetenskap

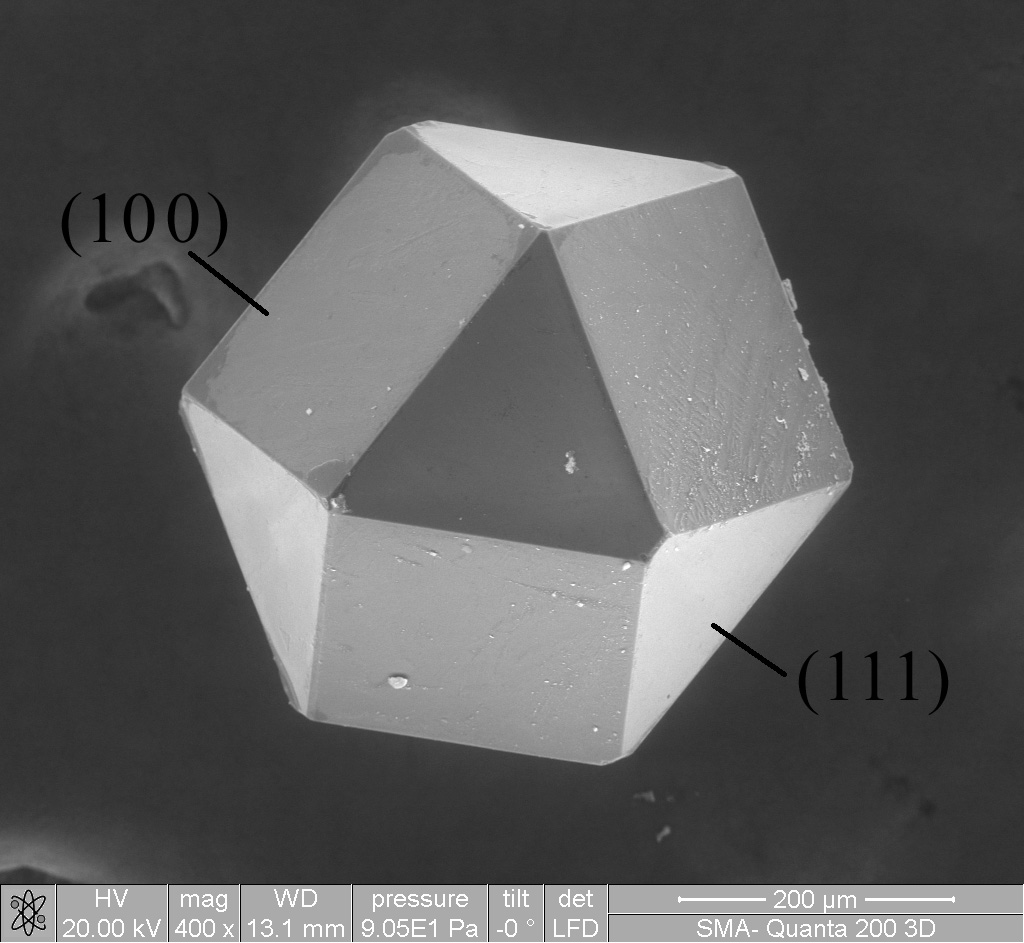
En diamant i formen av en kuboktaeder som visar sju kristallografiska plan, avbildad med ett svepelektronmikroskop.

Materialvetenskap och materialteknik är ämnesområden som behandlar olika typer av material och deras tekniska egenskaper. Detta har stor betydelse för bland annat tillverkningsindustrin, då ett materials olika tekniska egenskaper är viktiga vid framställningen av olika produkter. 
Området är brett och spänner över viktiga delar av kemi och fysik. Från kemi används kunskap om kemiska bindningar, reaktionströghet, kemisk syntes och flera viktiga kemiska genombrott har lett bland annat till nanomaterial, hybridmaterial och hårda glaser. Även den organiska kemin är en viktig bas för framtagning av nya material. Även från fysik använder man av teorier från fasta tillståndets fysik, termodynamik och hållfasthetslära. 